# Every So Often
Every So Often ist ein Album von Ellery Eskelin und Sylvie Courvoisier. Die am 25. September 2008 in den Systems Two Studios, Brooklyn, entstandenen Aufnahmen erschienen 2008 auf dem Label Prime Source.

## Hintergrund
Zuvor hatten der Saxophonist Ellery Eskelin und die Pianistin Sylvie Courvoisier mit dem Cellisten das Album As Soon As Possible (2008) eingespielt. Das Album Every So Often enthält eine Stunde freier Improvisation, die in neun Episoden unterteilt ist. Die Musiker würden dabei gegensätzliche Stilrichtungen darbieten, notierte Chris Kelsey. Courvoisiers Ansatz sei weitgehend der zeitgenössischen klassischen Musik verpflichtet, während Eskelins Spiel eine mehr als beiläufige Vertrautheit mit Strängen Neuer Musik zeige, doch seine Phrasierung und Rhythmik seien vom Jazz durchdrungen.

## Titelliste
- Ellery Eskelin / Sylvie Courvoisier: Every So Often

1. Moderato Cantable 8:04
2. Architectural 6:23
3. A Distant Place 9:23
4. Every So Often 5:01
5. Open Channel 5:13
6. Accidentals 7:37
7. Wave Off 7:50
8. Blind Spot 7:21
9. Processing 6:26

Die Kompositionen stammen von Ellery Eskelin und Sylvie Courvoisier.

## Rezeption
Michael G. Nastos verlieh dem Album in Allmusic vier Sterne und schrieb, das sei Musik, die den Raum ebenso betont wie das Zusammenspiel der einzelnen Töne, die sie dem Publikum und untereinander bieten. Wo „Moderato Cantabile“ sowohl zurückhaltende als auch verstohlene Ideen kombiniert, bringt „Architecture“ das Paar wirklich dazu, über moderne, abstrakte Strukturen mit einem Zweck nachzudenken, eingeholt, aber auch skurril. Brüchige Musik und wahre Spontaneität seien ihre Expertise; Eskelin und Courvoisier würden Klänge im unsichtbaren und selten gehörten Bereich entwickeln und viel Mysterium bieten, mit gerade genug unedlen, metallischem Spielen, um die Fassade dieser erleuchtenden Musik in einen polierten, aber matten messingartigen Glanz zu verwandeln.

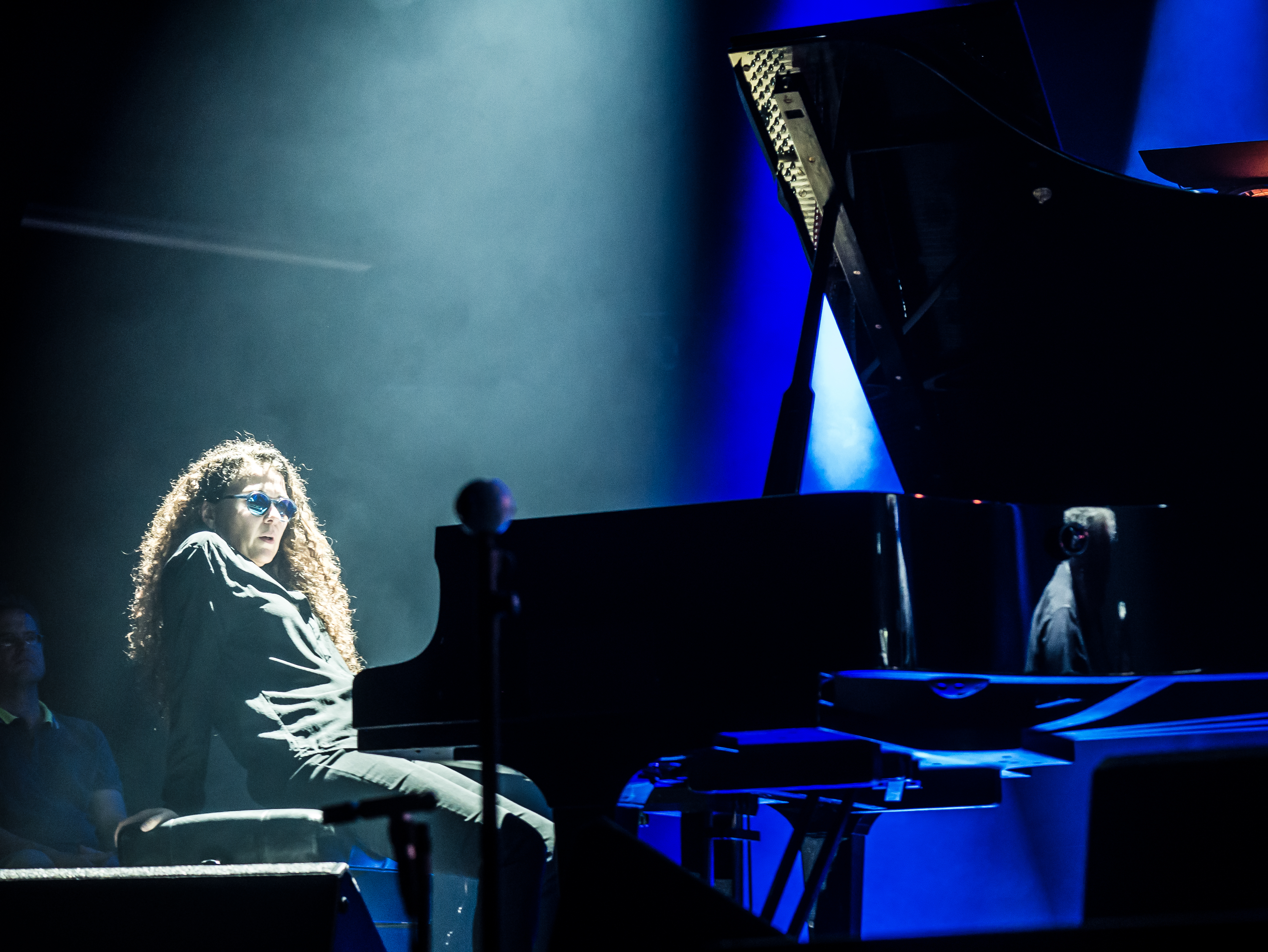
Sylvie Courvoisier beim Moers Festival 2017

Die improvisatorische Schnittmenge von amerikanischer und europäischer Musik, die in Every So Ofte veranschaulicht werde, würde ohne große Mühe eine gemeinsame Basis finden, wenn die Improvisatoren Ellery Eskelin und Sylvie Courvoisier sind, schrieb Mark Corroto (All About Jazz). In dieser Stunde klanglich herausragender Studio-Improvisation mangele es nie an Innovation oder wiederholten Ideen. Auch wenn dies tatsächlich vollständig improvisierte Musik sei, habe sich das Duo dabei dem wohlklingenden Klang verschrieben. Die Musik klinge nie disharmonisch, da die beiden den manchmal schlüpfrigen Blues Eskelins mit den richtigen europäischen kammermusikalischen Tönen Courvoisiers mischen. Ihre bewundernswerte Band-in-a-Box-Annäherung an alle Teile ihres Klaviers, die im Titeltrack zu hören sei, lässt sie auf Holz klopfen, Innereien zupfen und das Äußerste aus den Energiewellen herausholen, die sie durch das fühlbare Gefühl erzeuge. Eskelin kommentiere, antworte und bearbeite die Grenzen ihrer Energie. Meistens tendiere die Musik jedoch zu einem höflicheren und sympathischeren Ton, wodurch es möglich sei, beide Musiker mit voller klanglicher Klarheit zu hören.
Festzustellen ist, dass das Every So Often vom Hörer ein entschieden größeres Engagement als dass Trio-Vorgängeralbum erfordere, wurde in der italienischen Ausgabe von All About Jazz festgestellt. An Gemeinsamkeiten mit der vorherigen CD mangele es jedoch nicht, angefangen bei der Improvisation, die auf einem fruchtbaren Dialog basiere, der abwechselnd auf dem Verständnis und Kontrast der beiden Instrumente basiert, mit dem typischen schmerzhaften Klang von Eskelin, der darin ein absolutes Alter Ego finde. Eine Art Triangulation werde wiederhergestellt, wenn die Pianistin einige Oktaven der Tastatur „vorbereitet“, wodurch ein ausgewogenes Spiel zwischen Klavierimprovisation und schlagzeugartigen Klängen ausgelöst werde, zu dem die Intervention des Saxophons gut passe („Open Channel“ und „Processing“). Einmal mehr scheinen wir einen nicht nur auf Improvisation, sondern auch auf zeitgenössische post-kakophonische Musik gerichteten Blick zu identifizieren, mit dem der disharmonische Kubismus dieses Werks offensichtlich Ähnlichkeiten zu haben scheint.
Chris Kelsey schrieb in JazzTimes, die beiden Musiker würden Gemeinsamkeiten in ihrer gemeinsamen Hingabe an sorgfältiges Zuhören und egoloses Schaffen finden. Diese Musik habe eine „nackte Reinheit“; gebrochene Harmonien, verworrene Melodiestränge, verstümmelte Schreie und transparente Emotionalität seien Produkte einer außergewöhnlichen Musikalität, die von zwei Künstlern zum Ausdruck gebracht werde, die ihre beträchtliche (individuelle und kollektive) Virtuosität dem direkten Ausdruck nicht im Wege stehen lassen. Ehrlich und kompromisslos, und dafür umso schöner.